# Oz (Isère)
Oz ist eine französische Gemeinde im Département Isère in der Region Auvergne-Rhône-Alpes. Sie gehört zum Arrondissement Grenoble und zum Kanton Oisans-Romanche. Die Einwohner von Oz nennen sich Oziers.

## Lage
Oz liegt etwa 25 Kilometer (Luftlinie) östlich von Grenoble am Stausee Lac du Verney, der vom Fluss Eau d’Olle und seinen Zuflüssen dotiert wird. Die Gemeinde besitzt eine Winterstation in Oz-en-Oisans, welche im Grandes-Rousses-Massiv liegt.

## Bevölkerungsentwicklung
| Jahr                       | 1962 | 1968 | 1975 | 1982 | 1990 | 1999 | 2009 | 2017 |
| Einwohner                  | 213  | 139  | 105  | 127  | 136  | 153  | 219  | 235  |
| Quellen: Cassini und INSEE |      |      |      |      |      |      |      |      |